# Nathan Stubblefield
Nathan Beverly Stubblefield (* 22. November 1860 in Murray; † 28. März 1928 ebenda) war ein amerikanischer Erfinder und Melonenfarmer. Er erhielt unter anderem 1908 das US-Patent für eine induktive drahtlose Sprachübertragung und gründete damit verbunden den wahrscheinlich weltweit ersten Sprechfunkanbieter namens Wireless Telephone Company of America.

## Biografisches
Stubblefield, zweiter Sohn des Richters William „Capt. Billy“ Jefferson Stubblefield und seiner Gattin Victoria Bowman Stubblefield wuchs in Murray auf. Seine Mutter verstarb 1869, 1874 auch sein Vater. Die schulische Ausbildung erhielt er zunächst durch eine Hauslehrerin und dann bis zum Tod seines Vaters am Male and Female Institute, einem Internat in Farmington. Zudem bildete er sich autodidaktisch weiter, darunter zum Beispiel Artikel in der Scientific American und der Electrical World. 1881 heiratete er Ada Mae Buchannan, mit der er neun Kinder hatte, von denen einige in ihrer Kindheit verstarben.
Stubblefields erste Experimente mit „drahtloser“ Sprachübertragung fanden im Jahre 1902 statt. Dabei nutzte er eine von ihm entwickelte „Erdbatterie“. Die Sprachübertragung erfolgte zwar ohne Kabelverbindung, jedoch handelte es sich nicht um eine Funkübertragung, da Stubblefield die Erde zwischen zwei Eisenpfählen als Leiter nutzte, wie dies auch bei den Erdtelegrafen bzw. dem Fullerphone im Ersten Weltkrieg der Fall war. Im Zeitraum von 1907 bis 1911 unterrichtete er auf seiner Melonenfarm in der von ihm gegründeten Privatschule, die er als „The Nathan Stubblefield Industrial School“ oder auch als „Teléph-on-délgreen Industrial School“ bezeichnete und aus der später das Campus der Murray State University hervorging.
Stubblefields zweite, 1908 patentierte Erfindung nutzte die Elektromagnetische Induktion dazu, Sprache oder Musik auf kurze Distanzen zu übertragen. Sein Konzept sah vor, beiderseits von Flüssen, Straßen oder Eisenbahnlinien auf Telegrafenmasten jeweils ein vieladriges Kabel zu installieren, dessen Adern eine dem Verkehrsweg folgende, sehr langgestreckte Spule bilden sollten. An diese Spule wird über ein zwischengeschaltetes Mikrofon eine starke Spannung angelegt, so dass das elektrische Feld der Spule eine Spannung in einer kleineren Spule induziert, die auf das Dach eines auf dem Verkehrsweg fahrenden Fahrzeugs montiert ist. Dort sollte man die Nachricht hören können. Im Gegensatz zu den in der Funktechnik verwendeten Radiowellen nutzte Stubblefield niederfrequente Ströme und konnte daher nur eine Reichweite von einigen Metern realisieren. Dies und der enorme Aufwand für die Errichtung der Spulen entlang der Empfangswege verhinderten eine Realisierung des Konzepts.
Stubblefield, der eine Vielzahl von Erfindungen machte und einige davon auch patentieren ließ, wurde später von seinen Investoren ausgebootet, reagierte verbittert und experimentierte von da an zurückgezogen in seinem Schuppen in der Nähe von Almo im Calloway County. 1928 verhungerte er.

## Patente
- Patent  US329864: Lighting device. Veröffentlicht am 3. November 1885.‌
- Patent  US378183: Mechanical telephone. Veröffentlicht am 21. Februar 1888.‌
- Patent  US600457: Electric battery. Veröffentlicht am 12. Mai 1908.‌
- Patent  US887357: Wireless telephone. Veröffentlicht am 12. Mai 1908.‌
- Patent  CA114737: Wireless Telephone. Veröffentlicht am 20. Oktober 1908 (Nicht verfügbar über esp@cenet. CIPO-Link: CA114737).‌